# Fotoelasticitat

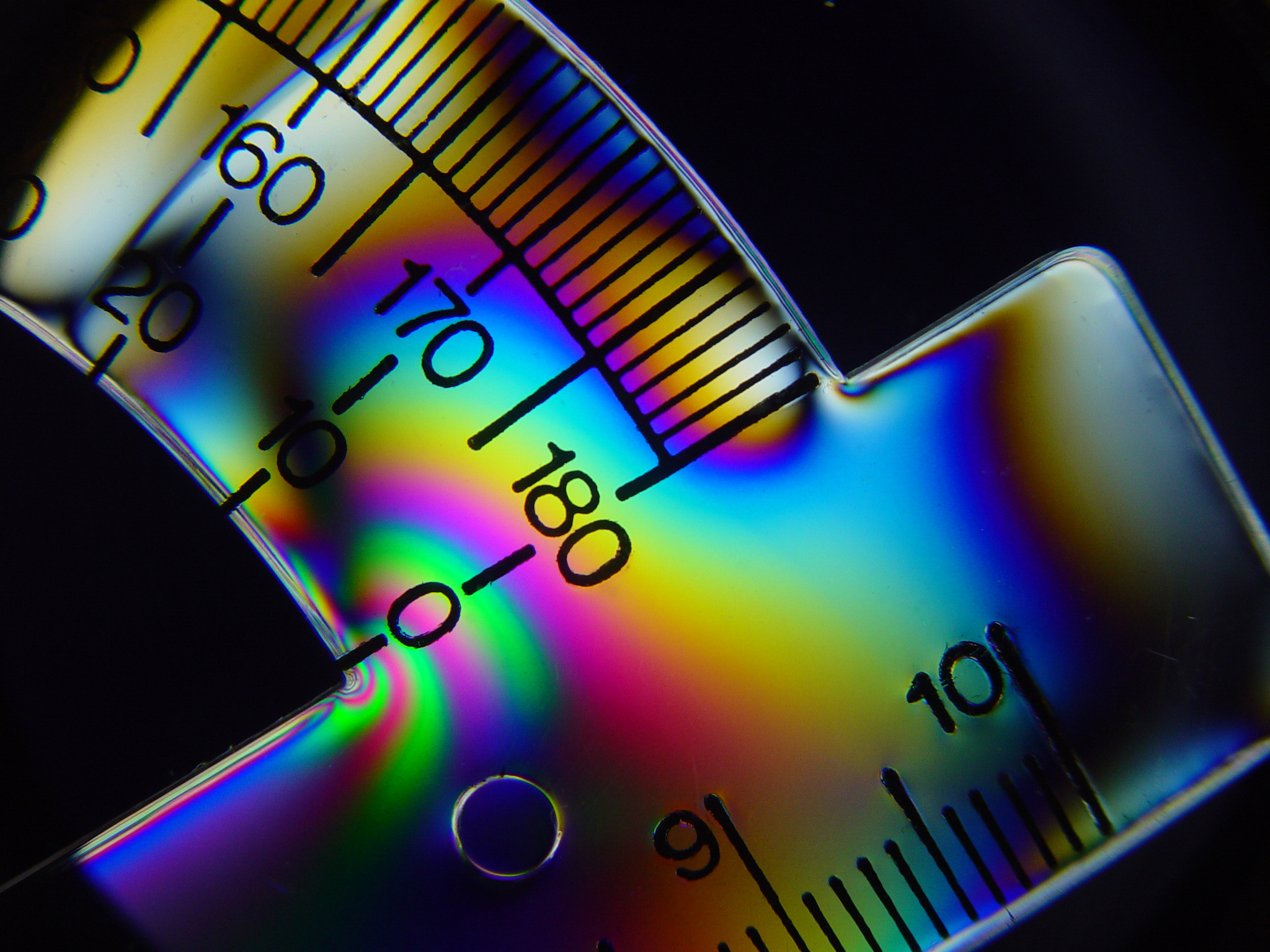
Línies de tensió en un transportador de plàstic vistes sota llum polaritzada.

La fotoelasticitat  és una tècnica experimental per a la mesura d'esforços i deformacions. Es basa en l'ús de llum per dibuixar figures sobre peces que estan sent sotmeses a esforços. Les figures que es dibuixen són semblants a les mostrades en realitzar una anàlisi d'elements finits, ja que es poden observar contorns i colors.
La mesura s'aconsegueix en avaluar el canvi de l'índex de refracció de la peça al sotmetre's a una càrrega (peces transparents). En el cas d'una peça no transparent, es cobreix la peça amb una resina Birefringència.

## Història
La fotoelasticitat va ser desenvolupada a principis del segle xx. El primer treball va ser d'E Coker i de L. Filon a la Universitat de Londres, i va permetre a la fotoelasticitat convertir ràpidament en una tècnica viable per a l'anàlisi qualitatiu dels esforços. Se li va trobar una gran aplicació en la indústria, en dues dimensions va superar a la resta de les tècniques en fiabilitat, abast i factibilitat. Cap altre mètode tenia la mateixa precisió visual i cobertura dels patrons d'esforç.
El desenvolupament de polariscopi digitals usant els LED i els díodes làser va permetre la supervisió contínua de les estructures i la fotoelasticitat dinàmica. Els progressos en el procés d'imatge permeten que la informació dels esforços sigui extreta automàticament del seu patró. El desenvolupament de la esterolitografia, que utilitza un mètode anomenat  rapid prototyping  permet la generació de models tridimensionals exactes d'un polímer líquid, la qual cosa va permetre substituir el mètode de servei tradicional.
L'adveniment del processament per ordinador amb el seu superior potència de càlcul ha revolucionat l'anàlisi d'esforços, fent que s'estengui l'ús de mètodes numèrics. En particular, el modelatge per l'anàlisi d'elements finits (FEM) s'ha convertit en l'eina dominant, eclipsant moltes tècniques tradicionals per a l'anàlisi dels esforços. Tot i l'avanç del FEM, l'fotoelasticitat-un dels més vells mètodes per a l'anàlisi experimental dels esforços-, s'ha restablert amb progressos recents i nous usos.